# Tim McInnerny
Tim McInnerny (Stockport (Grande Manchester), 18 de setembro de 1956) é um ator inglês. Ele é conhecido por seus muitos papéis na televisão e no palco, incluindo Lord Percy Percy e Capitão Darling na sitcom britânica Blackadder.